# RUD
RUD is een historisch motorfietsmerk.
RUD stond voor: Motorradbau Richard Uhlmann, Dresden.
Duits bedrijf dat van 1927 tot 1930 kleine aantallen motorfietsen met inbouwmotoren van 348 tot 748 cc van Kühne, MAG en JAP bouwde.